# هانجار 13 (شركة)
هانجار 13 (بالإنجليزية: Hangar 13)‏ هي شركة أمريكية مطورة لألعاب الفيديو مقرها في نوفاتو، كاليفورنيا. يرأسها هايدن بلاكمان. اشتهرت الشركة بتطويرها للعبة مافيا 3 التي صدرت في 7 أكتوبر 2016.